# Georges Sauvage
Pour les articles homonymes, voir Sauvage.
Albert Auguste Georges Sauvage né le 13 mars 1845 à Caen  et mort le 22 mai 1918 à Paris est un peintre, illustrateur et graveur français.
Actif de 1874 à 1913, il fut également décorateur entre autres dans le monde du théâtre.

## Biographie
Georges Sauvage est né le 13 mars 1845 à Caen (Calvados), fils de Léon Pierre Sauvage, peintre en bâtiment, et de Marie Madeleine Françoise Pelfresne. L'un de ses parrains est l'artisan graveur sur or et fabricant de baromètres Auguste Pommereuil.
Étudiant aux Beaux-Arts de Paris, il débute sous le nom de Georges-Sauvage au Salon de 1874 avec une huile sur toile intitulée L'Hétaïre ; il est mentionné comme élève de Jean-Léon Gérôme et son adresse à Caen est au 15, rue Saint-Romain,. Par la suite, il est présent de façon régulière au Salon, puis au Salon des artistes français, dont il devient membre. Il reçoit plusieurs récompenses : pour son Saint Jérôme au désert (1879, huile sur toile, médaille de 3e classe), ainsi que pour ses lithographies et ses eaux-fortes. Il a pour camarade Edmond Yon, dont il fera le portrait. Il est mentionné également comme ayant suivi les cours du peintre Jean-Jules-Antoine Lecomte du Nouÿ. Sa dernière participation au Salon semble dater de 1905 ; son adresse parisienne durant cette période est indiquée au 135 bis, rue de Rome. Dans l'intervalle, il est présent à l'Exposition internationale de Bordeaux (1895).
Installé rue de Vaugirard, impasse Ronsin, Georges Sauvage commence à produire à partir de 1880, des portraits peints pour des notables, des gravures et des dessins originaux, notamment pour l'éditeur Victor Palmé et Paul Ollendorff. Il devient membre-trésorier de la société littéraire rennaise « La Pomme ».
En 1883, il devient membre de la Société des beaux-arts de Caen. L'année suivante, il se met à produire des compositions destinées à la scénographie de pièces de théâtre, activité qu'il va poursuivre durant plusieurs décennies. Il illustre également des partitions musicales.
Vers la fin des années 1890, il livre des dessins issus de la scène théâtrale au magazine Le Monde artiste.
Il a une fille, Yvonne, qui, en tant que pianiste, apparaît vers 1900 à la tête d'un quatuor.
Domicilié à la fin de sa vie au 80, rue des Martyrs à Paris, il meurt le 22 mai 1918 à l'hôpital Lariboisière dans le 10e arrondissement, et est inhumé au cimetière du Montparnasse (14e division).

## Œuvre

### Œuvres dans les collections publiques
- Caen, musée des Beaux-Arts :
  - La Décollation de saint Jean-Baptiste, Salon de 1876, puis Exposition universelle de 1878, détruit en 1944.
  - La Mort de Gaudry, évêque de Laon, Salon des artistes français de 1882, détruit en 1944.
  - Églogue, Salon des artistes français de 1887, détruit en 1944.
  - Portrait de M. Legoux-Longpré, Salon des artistes français de 1888, détruit en 1944.
  - Portrait de Madame de Bruyn dans le rôle de Carmen en 1902, Salon des artistes français de 1903, détruit en 1944.
  - Portrait de Madame Georges-Sauvage, dépôt de l'État en 1937, détruit en 1944.

### Décorations scéniques
- Miss Robinson, pièce en 3 parties de Paul Ferrier, musique de Louis Varney, 1892[15].
- Les bicyclistes en voyage, opérette de Henri Chivot, Henri Blondeau et Marius Carman, 1893[16].
- Cliquette, 1893.
- Cousin-cousine, opérette en 3 actes, texte de Maurice Ordonneau et Henri Kéroul, musique de Gaston Serpette, Paris, théâtre des Folies-Dramatiques, décembre 1893[17].
- Les forains, opérette en 3 actes, livret de Maxime Boucheron et Antony Mars, Paris, théâtre des Bouffes-Parisiens, février 1894[18].
- La Fille de Paillasse, opéra-comique en 3 actes, texte d'Armand Liorat et Louis Leloir, musique de L. Varney, Paris, théâtre des Folies-Dramatiques, avril 1894[19].

### Illustrations d'ouvrages
- Robert Le Minihy de La Villehervé, La Chanson des roses, avec une eau-forte, Paris, P. Ollendorff, 1882.
- Charles Buet, Le Prêtre, drame en cinq actes, avec huit dessins, Paris, Victor Palmé, 1882.
- Augustin Thierry, À travers l'œuvre d'un grand historien : récits des temps mérovingiens, Paris, Société française d'imprimerie et de librairie, [1887].
- La Cauterésienne, partition pour ténor solo, avec chœurs ad libitum et accompagnement de piano, paroles de Aug. Parmentier, musique de Victor Lebailly, Paris, Dupré, 1893.
- Cadet-Coquelin : chansonnette comique, paroles d'Émile Baneux, musique d'Albert Petit, Paris, Enoch & Cie, 1895[20].
- Hulda, [partition], opéra en 4 actes et 1 épilogue, musique de César Franck, Monte-Carlo, Opéra de Monte-Carlo, Éditions Choudens, mars 1894[21].
- Richard Cœur de Lion. Opéra comique en trois actes, paroles de Sedaine, musique de André Grétry, partition chant et piano, Paris, Éditions Choudens, 1901.
- Martial Teneo et Félix Chapiseau, L'Amour sème, la mort fauche, préface de Léon Riotor, illustrations avec Hermann-Paul, Ernest Clair-Guyot, José Engel, Alfredo Leonardo Edel (en), Lucien Barbut et Luce Decloux, éd. Dujarric & Cie, 1904.